# اتفاقية الحدود البحرية بين فرنسا والمملكة المتحدة (1983)
اتفاقية الحدود البحرية بين فرنسا والمملكة المتحدة لعام 1983 هي معاهدة بين فرنسا والمملكة المتحدة والتي تحدد الحدود البحرية بين بولينزيا الفرنسية والأراضي البريطانية لجزر بيتكيرن.
تم التوقيع على المعاهدة في باريس في 25 أكتوبر 1983. نص المعاهدة يحدد خط حدود متساوي البعد بين أقرب جزيرتين في المنطقتين. تتألف الحدود من خمس مقاطع بحرية مستقيمة محددة بست نقاط إحداثيات فردية.
دخلت الاتفاقية حيز التنفيذ في 12 أبريل 1984، بعد أن صادقت عليها الدولتان. في عام 1993، بعد أن أعلنت المملكة المتحدة منطقة اقتصادية خالصة حول جزر بيتكيرن، اتفقت الدولتان على أن الحدود المنصوص عليها في معاهدة 1983 يجب أن تكون أيضًا الحدود بين المنطقتين الاقتصاديتين الفرنسية والبريطانية في جنوب المحيط الهادئ.
الاسم الكامل للمعاهدة هو اتفاقية الحدود البحرية بين حكومة الجمهورية الفرنسية وحكومة المملكة المتحدة لبريطانيا العظمى وأيرلندا الشمالية.

## ملحوظات
1. ↑  Anderson, Ewan W. (2003). International Boundaries: A Geopolitical Atlas, p. 297; Charney, Jonathan et al. (2005). International Maritime Boundaries, pp. 2293–2295.

## روابط خارجية
- النص الكامل للاتفاقية